# Antonio Tarragó Ros
Antonio Tarragó Ros (Curuzú Cuatiá, 18 de octubre de 1947) es un músico argentino, intérprete de música folclórica, en especial folclore litoraleño y chamamé. Entre sus temas más conocidos se encuentra «María va», «Canción para Carito» y «Jineteando la vida». Es reconocido por su preocupación por el medio ambiente, habiendo llegado incluso a escribir canciones sobre este tema, como «El río herido», en contra de la instalación de las papeleras en las costas del Río Uruguay. También ha compuesto música para algunas películas. En 1995 recibió un Premio Konex - Diploma al Mérito como uno de los 5 mejores compositores de folclore de la década en Argentina.

## Relaciones familiares
Su padre Tarragó Ros fue uno de los difusores más importantes que tuvo el chamamé.
Sus hijas Laura e Irupé Ros también son músicas y compositoras. Incluso son bien consideradas parte de una corriente renovadora de la música de raíz folklórica argentina, con rasgos de rock, jazz y otros géneros.

## Discografía

### Álbumes
1. Chamamé con Antonio Tarragó Ros (1971)
2. Sapucai (1972)
3. Amanecer de mi Gente (1973)
4. Taipero Poriahu (1975)
5. Estancias las Batarazas (1976)
6. Grandes Éxitos de ATR (1976)
7. Un Camino Nuevo (1977)
8. De Tal Palo Tal Astilla (1979)
9. Chamamecero (1981)
10. Tarragoseando (1981)
11. Confluencia (1982)
12. Pueblero de Alla Ité (1983)
13. Tape en Estero (1983)
14. La vida y la Libertad (1984)
15. Sapucai II (1985)
16. Como el Agua Clara (1986)
17. Letra y Música (1987)
18. Sudaca (1988)
19. Fronteras (1989)
20. Antología (1989)
21. Argentina Secreta (1990)
22. Chamamé con Antonio Tarragó Ros II (1990)
23. Fronteras abiertas (1991)
24. Ñangapiri (1991)
25. El río Vuelve (1992)
26. Tape en Estereo
27. Only Chamamé
28. 20 Grandes Éxitos I (1993)
29. Lo Nuestro (1995)
30. Naturaleza I (1995)
31. Naturaleza II (1995)
32. Corazón perdido (1996)
33. 20 Grandes Éxitos II
34. El Curuzucuateño (1997)
35. Juntos en la chacra (1997), con Luis Landriscina
36. Recuerdos (1997)
37. Soy el Chamamé (1997)
38. Suite Chamamecera (1997)
39. De Boca Somos (1998)
40. Pájaros Isleros (1999)
41. Enamorado (2000)
42. La historia (2002)
43. Dos en Uno I (Como el agua clara, 1986/Fronteiras abertas, 1991)
44. Dos en Uno II (Sudaca, 1998/ Corazón perdido -Only chamamé)
45. Dos en Uno III (Soy el chamamé/Enamorado)
46. Dos en Uno IV (Naturaleza 1/Naturaleza 2)
47. Dos en Uno V (Operita del duende de la selva)
48. Dos en Uno VI (Suite chamamecera/¿Fronteras?)
49. Jineteando la vida (2005)
50. La banda pueblera (2009)

## Filmografía
- Mercedes Sosa, como un pájaro libre (1983)
- Perros de la noche (1986)
- Martín Fierro (1989)
- La bailanta (1995)

## Televisión
- Enchamigación emitido por Cablevisión (1996-1997); ATC (1997- 1998) y Argentinísima Satelital (1997).
- Los chamameceros emitido por Canal Federal (1996) y Argentinísima Satelital (1997).
- Mercosón emitido por Canal 26 durante 1997.
- Raíces puntanas emitido por Canal 13 (San Luis) (2004-2010) y Argentinísima Satelital (2009-2010).
- Naturaleza emitido por Solo Tango en (2007-2008).
- Los correntinos emitido por Argentinísima Satelital (2008-2009).
- En 2006 Rescate Cultural El alma entrerriana con guitarra de Hugo Mena. 48 canciones del folklore entrerriano, 4 discos, 4 fascículos con flora y fauna. 25 horas de documentales para televisión.
- En 2008 escribe la cantata -Pasiones en la historia argentina- con Pacho O'Donnell.
- 2009-2010 crea -La Banda Pueblera- una banda totalmente atípica dentro del género, más usadas en las formaciones de jazz, junto al maestro Fabio Zurita.
- 2010 -Los vientos puntanos-. Quinteto formado por clarinete, fagot, flauta, oboe y guitarra, con el maestro Fabio Zurita y la guitarra de Trabuco González.
- 2010 -Los caminos de la fe-. Producción de Eliseo Álvarez, Camila O'Donnell. Músicos invitados: Oscar Laiguera y Trabuco González. Matías Nacarato en la producción de exteriores. 12 documentales de 40 minutos con conducción y composición musical de Antonio Tarragó Ros. Editorial Perfil.
- 2012 Dr. Maradona. Cantata documental para TV (inédita ). Junto a Carlos Morris.
- 2012 Antonio Tarragó Ros y La Camerata Bariloche. Disco más DVD inédito.
- 2022 Los 8 escalones del millón (El Trece) (jurado invitado).

## Premios

### Algunas distinciones
- 1981 -Lira de plata-: otorgado por el Sindicato de Músicos de Rosario.
- 1982 -PRENSARIO-: como mejor intérprete folklórico
- 1983 -KONEX-: como mejor compositor folklórico del año
- 1983 -TELEVISIÓN CENTRAL DE LA URSS- en el Festival Internacional de programas de televisión, en el que participaron 109 países
- 1988 -ESTRELLA DE MAR- al mejor espectáculo musical
- 1990 -ASTOR PIAZZOLLA- a la mejor música de película por su tema -La ciudad oculta- del film homónimo
- 1990 -TIERRA- de la UNESCO , por su aporte al desarrollo cultural
- 1991 -CAMÍN COSQUÍN DE ORO- en el Festival Nacional de Folklore de Cosquín, por su invalorable aporte a la música nacional en sus 20 años de carrera
- 1993 -PLAQUETA DE ORO ACE- por su obra -Naturaleza- que relaciona música en extinción con flora y fauna en extinción
- 1995 -CÓNDOR- por su aporte a la cultura con su obra -Naturaleza-
- 1995 -KONEX-: nominación al mejor autor y compositor argentino
- 2001 -CAMÍN COSQUÍN DE ORO-
- 2005 -CHARRÚA DE PLATA- Durazno, Uruguay
- 2006 -CÓNDOR DE ORO- por su programa de televisión -Raíces Puntanas-
- 2007 -MARTÍN FIERRO- por -Los chamameceros-, programa de radio de una hora de duración emitido de lunes a viernes en 120 radios
- 2008 -CÓNDOR DE FUEGO- por su programa de televisión -Raíces Puntanas-
- 2009 Nominación al -MARTÍN FIERRO- por -Los correntinos- programa de televisión semanal. Duración 48 minutos.
- 2010 -Domingo Faustino Sarmiento- La más alta distinción que otorga El Honorable Senado de la Nación.

### Antecedentes
- 2010 -Figura esencial del Bicentenario- Bicentenario de Curuzú Cuatiá
- 2012 -Ciudadano ilustre de la ciudad de La Plata